# Бодмерея
Бодмерея (нім. Bodmerei) — позика під заставу судна, фрахту і вантажу, що отримується від їх власників капітаном судна у разі гострої потреби в грошових засобах для здійснення рейсу
Фактично має місце застава майна судновласника, тому такий договір укладається капітаном судна у разі крайньої необхідності у грошових коштах для завершення рейсу, якщо зв'язок із власником судна та вантажу неможливий і немає інших способів отримати гроші, наприклад, використовувати кредит судновласника. У разі загибелі судна позикодавець втрачає право на відшкодування наданих їм сум, тому за позикою цього типу встановлюється зазвичай вищий відсоток, ніж за звичайною позикою. Відповідно до договору морського страхування, бодмерея підлягає розподілу за правилами загальної аварії.

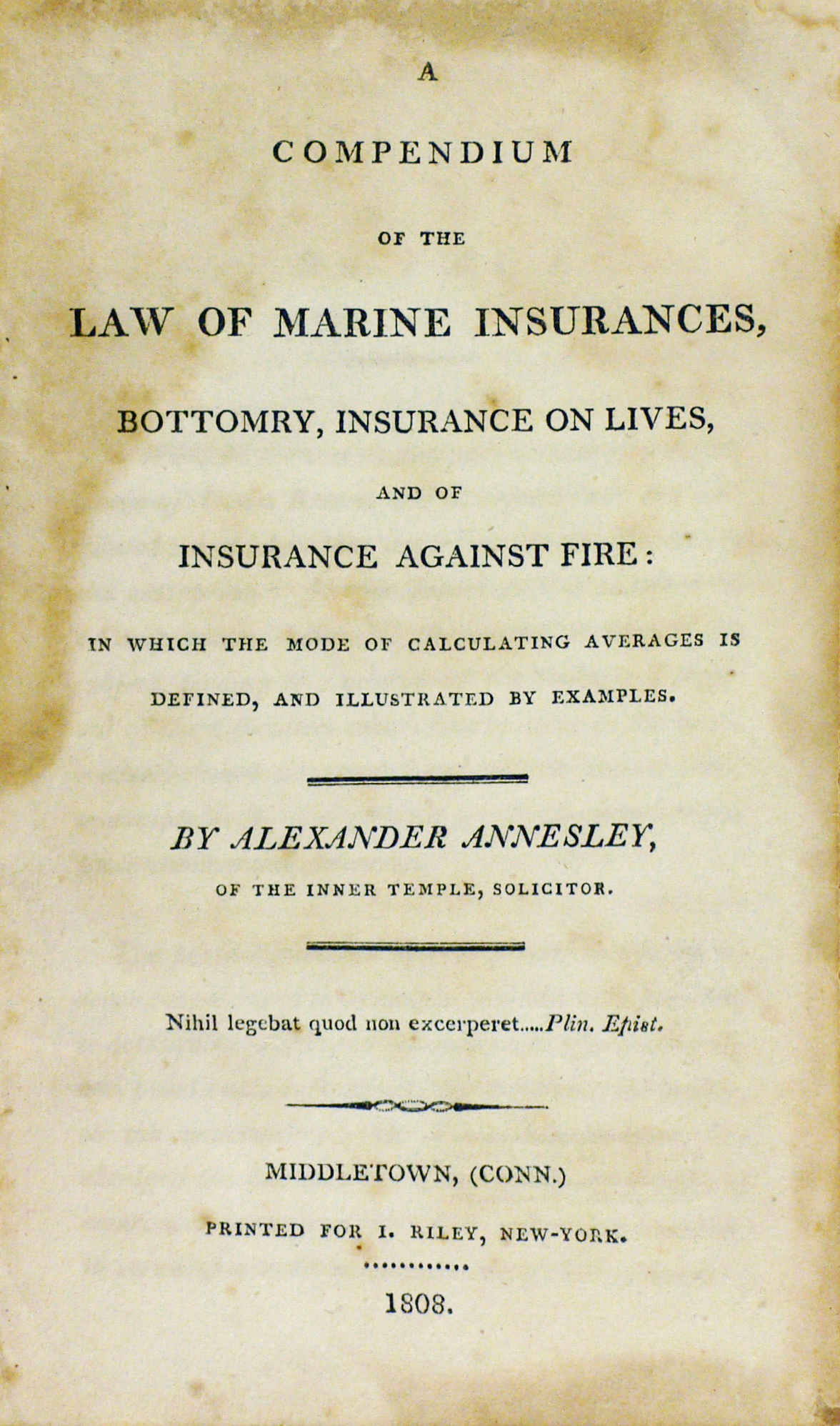
Бодмерея